# Nictibi alablanc
El nictibi alablanc (Nyctibius leucopterus) és una espècie d'ocell de la família dels nictíbids (Nyctibiidae) propi de la conca amazònica.
És un ocell amb 30 - 38 cm de llargària i colors molt críptics. Presenta una taca blanca a la base de les ales, visible quan alça el vol.
Viu a la selva humida dels Estats brasilers de Roraima i est d'Amazones, i la zona propera de Guyana. També hi ha petites poblacions a Perú i la Guaiana Francesa.